# AMD Radeon serie RX 5000
La serie Radeon RX 5000 è una serie di schede grafiche AMD. È la generazione successiva della Radeon Vega. Il Nome prima del lancio ufficiale era Navi e utilizza per la prima volta l'architettura RDNA.

## Prodotti

### Desktop
| Modello                                     | Rilascio   | Nome in Codice | Architettura e Fabbricazione | Transistors(miliardi) | Dimensione Die (mm²) | Configurazione Core | Clock (Mhz) | Clock (Mhz) | Memoria | Memoria | Memoria          | Memoria         | Fillrate     | Fillrate       | Potenza di Elaborazione (GFLOPS) | Potenza di Elaborazione (GFLOPS) | TDP (Watt) | Prezzo (USD) |
| Modello                                     | Rilascio   | Nome in Codice | Architettura e Fabbricazione | Transistors(miliardi) | Dimensione Die (mm²) | Configurazione Core | Base        | Boost       | GB      | Tipo    | Bandwidth (GB/s) | Velocità (GBPS) | Pixel (GP/s) | Texture (GT/s) | Precisione Singola               | Precisione Doppia                | TDP (Watt) | Prezzo (USD) |
| ------------------------------------------- | ---------- | -------------- | ---------------------------- | --------------------- | -------------------- | ------------------- | ----------- | ----------- | ------- | ------- | ---------------- | --------------- | ------------ | -------------- | -------------------------------- | -------------------------------- | ---------- | ------------ |
| Radeon RX 5300                              | 28/05/2020 | Navi 14        | RDNA 1 TSMC 7nm              | 6.4                   | 158                  | 1408:88:32:22       | 1327        | 1645        | 3       | GDDR6   | 168              | 14000           | 52.6         | 144.8          | 4632                             | 289.5                            | 100        | 129          |
| Radeon RX 5300XT                            | 07/10/2019 | Navi 14        | RDNA 1 TSMC 7nm              | 6.4                   | 158                  | 1408:88:32:22       | 1670        | 1845        | 4       | GDDR5   | 112              | 7000            | 59.0         | 162.4          | 5196                             | 324.7                            | 100        | N.D.         |
| Radeon RX 5500                              | 07/10/2019 | Navi 14        | RDNA 1 TSMC 7nm              | 6.4                   | 158                  | 1408:88:32:22       | 1500        | 1845        | 4       | GDDR6   | 224              | 14000           | 59.0         | 162.4          | 5196                             | 324.7                            | 150        | N.D.         |
| Radeon RX 5500XT                            | 12/12/2019 | Navi 14        | RDNA 1 TSMC 7nm              | 6.4                   | 158                  | 1408:88:32:22       | 1500        | 1845        | 4       | GDDR6   | 224              | 14000           | 59.0         | 162.4          | 5196                             | 324.7                            | 130        | 169          |
| Radeon RX 5500XT                            | 12/12/2019 | Navi 14        | RDNA 1 TSMC 7nm              | 6.4                   | 158                  | 1408:88:32:22       | 1500        | 1845        | 8       | GDDR6   | 224              | 14000           | 59.0         | 162.4          | 5196                             | 324.7                            | 130        | 169          |
| Radeon RX 5600                              | 21/01/2020 | Navi 10        | RDNA 1 TSMC 7nm              | 10.3                  | 251                  | 2048:128:64:32      | 1130        | 1560        | 6       | GDDR6   | 288              | 12000           | 99.8         | 199.7          | 6390                             | 399.4                            | 150        | N.D.         |
| Radeon RX 5600XT                            | 21/01/2020 | Navi 10        | RDNA 1 TSMC 7nm              | 10.3                  | 251                  | 2304:144:64:36      | 1130        | 1560        | 6       | GDDR6   | 288              | 12000           | 99.8         | 224.6          | 8066                             | 449.3                            | 160        | 279          |
| Radeon RX 5700                              | 07/07/2019 | Navi 10        | RDNA 1 TSMC 7nm              | 10.3                  | 251                  | 2304:144:64:36      | 1465        | 1725        | 8       | GDDR6   | 448              | 14000           | 110.4        | 248.4          | 7949                             | 496.8                            | 180        | 349          |
| Radeon RX 5700XT                            | 07/07/2019 | Navi 10        | RDNA 1 TSMC 7nm              | 10.3                  | 251                  | 2560:160:64:40      | 1605        | 1905        | 8       | GDDR6   | 448              | 14000           | 121.9        | 304.8          | 9754                             | 609.6                            | 225        | 399          |
| Radeon RX 5700XT (50th Anniversary Edition) | 07/07/2019 | Navi 10        | RDNA 1 TSMC 7nm              | 10.3                  | 251                  | 2560:160:64:40      | 1680        | 1980        | 8       | GDDR6   | 448              | 14000           | 126.7        | 316.8          | 10138                            | 633.6                            | 235        | 449          |

### Mobile
| Modello             | Rilascio   | Nome in Codice | Architettura e Fabbricazione | Transistors(miliardi) | Dimensione Die (mm²) | Configurazione Core | Clock (Mhz) | Clock (Mhz) | Memoria | Memoria | Memoria          | Memoria         | Fillrate     | Fillrate       | Potenza di Elaborazione (GFLOPS) | Potenza di Elaborazione (GFLOPS) | TDP (Watt) |
| Modello             | Rilascio   | Nome in Codice | Architettura e Fabbricazione | Transistors(miliardi) | Dimensione Die (mm²) | Configurazione Core | Game        | Boost       | GB      | Tipo    | Bandwidth (GB/s) | Velocità (GBPS) | Pixel (GP/s) | Texture (GT/s) | Precisione Singola               | Precisione Doppia                | TDP (Watt) |
| ------------------- | ---------- | -------------- | ---------------------------- | --------------------- | -------------------- | ------------------- | ----------- | ----------- | ------- | ------- | ---------------- | --------------- | ------------ | -------------- | -------------------------------- | -------------------------------- | ---------- |
| AMD Radeon RX 5300M | 13/11/2019 | Navi 14        | RDNA 1 TSMC 7nm              | 6.4                   | 158                  | 1408:88:32:22       | 1181        | 1445        | 3       | GDDR6   | 168              | 14              | 46.2         | 127.2          | 4069                             | 254.3                            | 85         |
| AMD Radeon RX 5500M | 07/10/2019 | Navi 14        | RDNA 1 TSMC 7nm              | 6.4                   | 158                  | 1408:88:32:22       | 1448        | 1645        | 4       | GDDR6   | 224              | 14              | 52.6         | 144.7          | 4632                             | 289.5                            | 85         |
| AMD Radeon RX 5600M | 07/07/2020 | Navi 10        | RDNA 1 TSMC 7nm              | 10.3                  | 251                  | 2304:144:64:36      | 1190        | 1265        | 6       | GDDR6   | 288              | 12              | 80.9         | 182.1          | 5829                             | 364.3                            | 150        |
| AMD Radeon RX 5700M | 01/03/2020 | Navi 10        | RDNA 1 TSMC 7nm              | 10.3                  | 251                  | 2304:144:64:36      | 1620        | 1720        | 8       | GDDR6   | 384              | 12              | 110.1        | 247.7          | 7926                             | 495.4                            | 180        |

### Workstation Mobile (Radeon PRO per Apple Macbook Pro)
| Modello          | Rilascio   | Nome in Codice | Architettura e Fabbricazione | Transistors(miliardi) | Dimensione Die (mm²) | Configurazione Core | Clock (Mhz) | Clock (Mhz) | Memoria | Memoria          | Memoria | Memoria         | Fillrate     | Fillrate       | Potenza di Elaborazione (GFLOPS) | Potenza di Elaborazione (GFLOPS) | TDP (Watt) |
| Modello          | Rilascio   | Nome in Codice | Architettura e Fabbricazione | Transistors(miliardi) | Dimensione Die (mm²) | Configurazione Core | Base        | Boost       | GB      | Bandwidth (GB/s) | Tipo    | Velocità (GBPS) | Pixel (GP/s) | Texture (GT/s) | Precisione Singola               | Precisione Doppia                | TDP (Watt) |
| ---------------- | ---------- | -------------- | ---------------------------- | --------------------- | -------------------- | ------------------- | ----------- | ----------- | ------- | ---------------- | ------- | --------------- | ------------ | -------------- | -------------------------------- | -------------------------------- | ---------- |
| Radeon Pro 5300M | 13/11/2019 | Navi 14        | RDNA 1 TSMC 7nm              | 6.4                   | 158                  | 1280:80:32:20       | 1000        | 1250        | 4       | 192              | GDDR6   | 12              | 40.0         | 100.0          | 3200                             | 200.0                            | 85         |
| Radeon Pro 5500M | 13/11/2019 | Navi 14        | RDNA 1 TSMC 7nm              | 6.4                   | 158                  | 1536:96:32:24       | 1000        | 1300        | 8       | 192              | GDDR6   | 12              | 46.4         | 139.2          | 4454                             | 278.4                            | 85         |
| Radeon Pro 5600M | 15/06/2020 | Navi 12        | RDNA 1 TSMC 7nm              | 10.3                  | N.D.                 | 2560:160:64:40      | 1000        | 1035        | 8       | 394              | HBM2    | 1.54            | 66.2         | 165.6          | 5.29                             | N.D.                             | 50         |